# Вителлески, Муцио
Муцио Вителлески (итал. Muzio Vitelleschi, 2 декабря 1563, Рим — 9 февраля 1645, Рим) — итальянский иезуит, генерал Общества Иисуса (иезуиты) в 1615—1645 годах. Руководил орденом 10 679 дней.

## Биография
Представитель знатной римской семьи. Вопреки советам членов семьи и при посредничестве папы Григория XIII, решительного сторонника иезуитов, решил вступить в Общество Иисуса и 15 августа 1583 года стал новициатом в Collegium Romanum (Ныне Папский Григорианский университет), позже там же читал лекции по логике (1588—1589), был профессором философии и теологии (1589—1590), метафизики (1590—1589). Курировал образование миссионеров, которые отправлялись в разные части света, в том числе в протестантскую Англию, Китай, Юго-Восточную Азию.
В 1592—1594 и 1597—1598 гг. был ректором Английского духовного колледжа (Venerabile Collegio Inglese). Руководил католическими провинциями Неаполя и Рима. Помощник генерала Общества Иисуса в Италии. Кроме того, стал известен как талантливый проповедник, друг и сотрудник Р. Беллармина.
После смерти Клаудио Аквавивы с 1615 года до своей смерти занимал пост генерала Общества Иисуса (иезуиты). Во время его правления Общество Иисуса стало ещё более могущественным, чем прежде, были созданы, кроме прочих, миссии в Тонкине (Вьетнам) и на Тибете. Общество Иисуса пережило при нём внушительное развитие в мире, начиная с 12 000 до 16 000 служителей в 1640 году.
Вителлески удалось добиться канонизации основателя иезуитского ордена Игнатия Лойолы и Франциска Ксаверия.

## Избранные сочинения
- Epistola R.P.N.G. Mutij Vitelleschi ad patres, et fratres Societatis, s.d. (datata «Romae 2 Ianuarij 1617»);
- Lettera del r.p.n. Nutio Vitelleschi generale della Compagnia di Giesù a superiori di essa, s.d. (datata «Romae 4 di Gennaro 1617»);
- Relatione di alcune cose cauate dalle lettere scritte negli anni 1619. 1620. & 1621. Dal Giappone. Al molto Reu. in Christo p. Mutio Vitelleschi preposito generale della Compagnia di Giesù, In Milano, per gl’her. di Pacifico Pontio, & Gio. Battista Piccaglia stampatori archiepiscopali, 1625;
- Lettere annue del Tibet del 1626 e della Cina del 1624 scritte al m. r. p. Mutio Vitelleschi Generale della Compagnia di Giesù, In Roma, appresso Francesco Corbelletti, 1628;
- Lettere annue di Ethiopia del 1624, 1625 e 1626 scritte al m. r. p. Mutio Vitelleschi Generale della Compagnia di Giesù, In Roma, per l’herede di Bartolomeo Zannetti, 1628;
- Carta de nuestro muy reu. padre Mutio Vitelleschi general de la Compania de Iesus a los padres, y hermanos de la misma, En Roma, por Vincente Blanco, 1639;
- Lettera del molto r.p.n. generale Mutio Vitelleschi a' padri, e fratelli della Compagnia, s.d. (datata «Di Roma 15 di nouembre 1639»);
- Epistola Reuerendi P.N. Generalis Mutii Vitelleschi ad patres et fratres Societatis Iesu, pubblicata insieme alle lettere di altri padri generali S.I. Carafa, Piccolomini, Nickel, s.d. (ultima lettera datata «Romae 16. Nouembris 1656»)